# Umbilicaria crustulosa
Umbilicaria crustulosa är en lavart som först beskrevs av Erik Acharius, och fick sitt nu gällande namn av Frey. Umbilicaria crustulosa ingår i släktet Umbilicaria och familjen Umbilicariaceae.  Arten är reproducerande i Sverige. Inga underarter finns listade i Catalogue of Life.